# 横岳自然公園
横岳自然公園（よこだけ しぜんこうえん）は、大分県杵築市に位置する杵築市の自然公園である。
正式名称は、杵築市大田横岳自然公園。

## 概要
横岳自然公園は、大分県杵築市大田に位置する標高約380メートルの横岳に広がる自然公園である。1992年（平成4年）に宿泊施設「横岳荘」が開設され、その後、キャンプ場やログハウス、鹿公園なども整備された。県外からも人々が訪れ、豊かな自然に囲まれた癒しのスポットとして親しまれている。
2021年（令和3年）9月から指定管理者制度へ移行し、現在はNPO法人大分宇宙科学協会が運営している。